# Yechezkel Chazom
Yechezkel Chazom (en hébreu : יחזקאל חזום), né le 30 novembre 1946 et mort le 21 mars 2023, orthographié parfois Yehezkel Hazum, est un footballeur international israélien, évoluant au poste d'attaquant.

## Biographie
Chazom réalise la majeure partie de sa carrière au Hapoël Tel-Aviv. Lors de ses premières années à Tel-Aviv, il remporte deux championnats d'Israël, une Coupe d'Israël ainsi que la première édition de la Coupe d'Asie des clubs champions en 1967. 
En 1965, il joue son premier match en équipe nationale, lors d'une rencontre face à la Belgique dans le cadre des qualifications pour la coupe du monde 1966. Il est sélectionné pour la coupe du monde 1970 mais ne joue aucun match, se cantonnant à un poste de remplaçant. Après cela, il ne joue plus pour la sélection israélienne avant 1973, ce qui sera son dernier match international.
Chazom quitte le Hapoël en 1977 et se met à l'écart du football professionnel pendant une saison, signant au Hapoël Ramla. Ensuite, il signe en faveur de le Hapoël Ashkelon, effectuant sa dernière année au haut niveau.

### Palmarès
- Vainqueur de la Coupe d'Asie des clubs champions en 1967 avec le Hapoël Tel-Aviv
- Champion d'Israël en 1966 et 1969 avec le Hapoël Tel-Aviv
- Vainqueur de la Coupe d'Israël en 1972 avec le Hapoël Tel-Aviv